# William Bentinck (4. książę Portland)
William Henry Cavendish-Scott-Bentinck, 4. książę Portland (ur. 24 czerwca 1768, zm. 27 marca 1854) – brytyjski arystokrata i polityk, członek stronnictwa torysów, najstarszy syn premiera Wielkiej Brytanii Williama Cavendisha-Bentincka, 3. księcia Portland, i lady Dorothy Cavendish, córki 4. księcia Devonshire.

## Życiorys
Urodził się jako William Bentinck. W 1795 zmienił nazwisko na Scott-Bentinck, a w 1801 na Cavendish-Scott-Bentinck. Od urodzenia nosił tytuł grzecznościowy „markiza Titchfield”. Wykształcenie odebrał w Ealing School, Westminster School, na Uniwersytecie Oksfordzkim oraz w Hadze. W 1790 został wybrany do Izby Gmin jako reprezentant okręgu Petersfield. W 1791 zmienił okręg na Buckinghamshire. Po śmierci ojca w 1809 odziedziczył tytuł 4. księcia Portland i zasiadł w Izbie Lordów.
W 1827 został Lordem Tajnej Pieczęci w gabinecie George’a Canninga. Po trzech miesiącach został ministrem bez teki. W rządzie lorda Godericha był w latach 1827–1828 Lordem Przewodniczącym Rady. W latach 1794–1841 był również Lordem Namiestnikiem Middlesex. 

## Rodzina
4 sierpnia 1795 w Londynie poślubił Henriettę Scott, córkę generała Johna Scotta i Margaret Dundas. William i Harriet mieli razem czterech synów i pięć córek:
- William Henry Cavendish-Bentinck (21 sierpnia 1796 – 5 marca 1824), markiz Titchfield
- Margaret Harriet Cavendish-Bentinck (21 kwietnia 1798 – 9 kwietnia 1882)
- Caroline Cavendish-Bentinck (6 lipca 1799 – 23 stycznia 1828)
- William John Cavendish-Scott-Bentinck (12 września 1800 – 6 grudnia 1879), 5. książę Portland
- William George Cavendish-Scott-Bentinck (27 lutego 1802 – 21 września 1848)
- Henry William Cavendish-Scott-Bentinck (9 czerwca 1804 – 31 grudnia 1870)
- Charlotte Cavendish-Scott-Bentinck (1805 – 30 września 1889), żona Evelyna Denisona, 1. wicehrabia Ossington, nie miała dzieci
- Lucy Joan Cavendish-Scott-Bentinck (27 sierpnia 1807 – 29 lipca 1899), żona Charlesa Ellisa, 6. barona Howard de Walden, miała dzieci
- Mary Cavendish-Scott-Bentinck (8 lipca 1809 – 20 lipca 1874), żona sir Williama Tophama, nie miała dzieci.